# Гражина Куронь
Гражина Куронь (пол. Grażyna Kuroń; 2 січня 1940, Варшава — 23 листопада 1982, там же), вона ж Гая Куронь (пол. Gaja Kuroń), Гайка Куронь (пол. Gajka Kuroń) — польська дисидентка та правозахисниця, активістка Солідарності, дружина Яцека Куроня.

## Разом із Яцеком Куронем
У 15 років Гражина Боруцька познайомилася з 21-річним Яцеком Куронем у дитячо-юнацькому літньому таборі. 1959 року Яцек і Гражина одружилися, за рік у них народився син Мацей.
Планувала стати фізиком, але після вмовлянь чоловіка вирішила вивчати психологію у Варшавському університеті, працювала в системі професійного навчання. Яцек Куронь на той час вже був активним опозиціонером. Ситуація його дружини була пов'язана з великими труднощами. Гражині Куронь відмовляли у працевлаштуванні, звільняли під будь-яким приводом.
У 1965 році Яцека Куроня та Кароля Модзелевського заарештували та засудили на 3 роки ув'язнення за публікацію «Відкритого листа» до членів ПОРП. Гражина Куронь взяла на себе продовження діяльності ліводисидентського клубу у Варшавському університеті. Під час політичної кризи 1968 року організувала відправку грошей та посилок політв'язням.
Гражина Куронь ніколи формально не перебувала в КОС-КОР, але брала активну участь у діяльності Комітету. Вона багато робила для підтримки зв'язків ув'язнених з волею. Особливо інтенсивно Гражина Куронь працювала з дружинами звільнених чи заарештованих робітників, допомагала їм правовими консультаціями та публічним інформуванням. 21 березня 1979 року Гражину Куронь разом із чоловіком і сином жорстоко побили агенти держбезпеки.
|                 | То був безумець. Він так і писав про себе і свою дружину — Гаю: "Я був її безумством, вона — моїм розумом". Він не вписувався у вузькі рамки сімейного щастя і все життя ризикував собою, дружиною, сином. Вона приймала його таким, яким він є, і робила все можливе для того, щоб вогонь цього унікального божевілля не обірвався раніше. |
| — Дмитро Травін | |

У серпні 1980 року Гражина Куронь прибула на Гданську корабельню і взяла участь у виробленні 21 вимоги Міжзаводського страйкового комітету (Яцек Куронь у цей час був ізольований держбезпекою). Вона відіграла важливу роль у формулюванні вимог про звільнення політв'язнів.

## Ув'язнення та смерть
15 грудня 1981 року, після введення воєнного стану Гражину Куронь інтернувала владою ПНР. У червні 1982 року звільнена за станом здоров'я, лікувалася у лікарні Лодзі. Лікарем Гражини був Марек Едельман. Міністр внутрішніх справ ПНР генерал Кіщак повідомив Яцеку Куроню, що не має заперечень проти від'їзду подружжя з Польщі на лікування Гражини. Проте розв'язання цього питання затягнулося з обох боків.
23 листопада 1982 року Гражина Куронь померла від хвороби легень. З грудня 1981 до листопада 1982 року вона бачила чоловіка лише двічі. Яцек Куронь провів з нею день за добу до її смерті, після чого знову був доставлений до місць інтернування. Похована на Повонзківському цвинтарі у Варшаві.

## Пам'ять
12 грудня 2006 року Гражина Куронь посмертно нагороджена Командорським хрестом ордена Відродження Польщі. 16 лютого 2007 року нагороду отримав її син Мацей.
Історія подружжя Куронів, життя Гражини та рання смерть у важкий для «Солідарності» час зробили її образ романтичною легендою.